# Adoretus paolii
Adoretus paolii är en skalbaggsart som beskrevs av Benderitter 1930. Adoretus paolii ingår i släktet Adoretus och familjen Rutelidae. Inga underarter finns listade i Catalogue of Life.